# Писарово (Плевенская область)
Писарово (болг. Писарово) — село в Болгарии. Находится в Плевенской области, входит в общину Искыр. Население составляет 931 человек.

## Политическая ситуация
В местном кметстве Писарово, в состав которого входит Писарово, должность кмета (старосты) исполняет Семён Ценов Вылов (коалиция в составе 5 партий: Граждане за европейское развитие Болгарии (ГЕРБ), Национальное движение «Симеон Второй» (НДСВ), Болгарский земледельческий народный союз (БЗНС), Союз демократических сил (СДС), партия АТАКА) по результатам выборов правления кметства.
Кмет (мэр) общины Искыр — Валентин Василев Йорданов (коалиция в составе 2 партий: Политическое движение социал-демократов (ПДСД), ВМРО — Болгарское национальное движение) по результатам выборов в правление общины.